# 天然新素材科学研究所
天然新素材科学研究所株式会社（てんねんしんそざいかがくけんきゅうしょ、英語：Research Institute for Novel Natural-Materials Co., Ltd.）は、日本の化学メーカー。略称はTSK。

## 概要
化粧品原料の開発、製造、ならびに、化粧品販売を行っている日本の企業である。静岡県立大学発のベンチャー企業として発足した。静岡県島田市に本社と研究所を設置している。主に、自然界に広く存在しているキチンとキトサンの有用性とその機能性に着目し、新しいタイプのキトサン誘導体の開発・製造を行っている。英称は「Research Institute for Novel Natural-Materials」だが、社名を日本語のままローマ字読みしたときの頭文字「TSK」も略称として用いられる。

## 特徴
キチンとキトサンの有用性とその機能性に着目し、新しいタイプのキトサン誘導体を開発・製造している。なかでも、キトサンから乳化剤（界面活性剤）として多機能性キトサン誘導体「エクセルキトサン」を創製している。エクセルキトサンは、乳化機能に加え、キトサンが本来持つ薬理的機能である抗菌性、保湿性も保持しており、多機能性を有する新素材である。また、エクセルキトサンを配合したオリジナル化粧品の製造・販売も行っている。

## 主な商品
化粧品の原料であるエクセルキトサンや、各種のオリジナル化粧品を製造・販売している。
- 化粧品原料
  - エクセルキトサン（乳化剤、保湿剤）
- オリジナル化粧品
  - 基礎化粧品シリーズ
  - ヘアーケアシリーズ

## 沿革
- 2004年3月 - 静岡県立大学発ベンチャー企業第一号として設立。
- 2005年4月 - 化粧品原料事業を開始。
- 2005年7月 - エクセルキトサン配合オリジナル化粧品ブランド「emineC」発売開始。
- 2011年5月 - 化粧品新原料「エクセルキトサン」を化粧品原料展示会へ初出展。